# Ashley Hoffman
Pour les articles homonymes, voir Hoffman.
Ashley Hoffman est une joueuse américaine de hockey sur gazon. Elle évolue au poste de milieu de terrain au X-Calibur et avec l'équipe nationale américaine.

## Biographie
- Naissance le 8 novembre 1996 à Mohnton.
- En 2019, alors qu'elle était à l'Université de Caroline du Nord, elle a remporté le Honda Sports Award en tant que meilleure joueuse de hockey sur gazon du pays.

## Carrière
Elle a fait ses débuts avec l'équipe première en mars 2017 lors d'un match amical face à la Nouvelle-Zélande à Christchurch.

## Palmarès
- : 3e à la Coupe d'Amérique 2017.
- : 3e aux Jeux panaméricains 2019.